# Monte Deva
El monte Deva es una montaña situada en el concejo de Gijón en Asturias (España). 
Desde el año 1998 se están llevando a cabo excavaciones arqueológicas en la necrópolis tumular existente en el monte. También se localiza en ella una cantera del Neolítico y el Observatorio Astronómico del Monte Deva.
El monte está protegido pues pertenece al Parque Monte Deva.